# Розлер Франц, Этторе
Этторе Розлер Франц — итальянский художник и фотограф немецкого происхождения.
Этторе родился в Риме в 1845 году. Его предки переселились в Рим из Германии в XVIII веке и основали в Риме хорошо известный тогда Hotel d’Allemagne. Поначалу Этторе работал в банке своего брата, с 1875 года начал рисовать.
Узнав о решении властей Рима о модернизации города в соответствии с современными санитарными и архитектурными нормами, Этторе создал серию эскизов, акварелей и фотографий зданий, которые предполагалось снести. Всего к серии «Исчезнувший Рим» («Roma sparita») относятся 120 акварелей художника. Многие из его работ сегодня находятся в музее Рима в Трастевере.